# Locomotiva Thomas și prietenii săi (sezonul 5)
Sezonul 5 din Locomotiva Thomas și prietenii săi a fost lansat în anul 1998. În România a fost difuzat în august 2009.

## Sezonul 5
| Numărul Episodului Din Totalul De Episoade | Numărul Episodului | Titlu Original                       | Titlu Română                         |
| ------------------------------------------ | ------------------ | ------------------------------------ | ------------------------------------ |
| 105                                        | 1                  | Cranky' Bugs                         | Ifosele lui Cranky                   |
| 106                                        | 2                  | Horrid Lory                          | Autocamionul Nesuferit               |
| 107                                        | 3                  | A Better View For Gordon             | O Viziune Mai Buna Pentru Gordon     |
| 108                                        | 4                  | Lady Hatt's Birthday Party           | Aniversarea Doamnei Hatt             |
| 108                                        | 5                  | James and The Trouble Whit Trees     | James si Necazul cu Copacii          |
| 109                                        | 6                  | Gordon and The Germlin               | Gordon si Spiridusul                 |
| 110                                        | 7                  | Bye George!                          | Adio George!                         |
| 111                                        | 8                  | Baa                                  | Berbecul                             |
| 112                                        | 9                  | Put Upon Percy                       | Exploatați-l pe Percy                |
| 113                                        | 10                 | Toby and the Flood                   | Toby si Inundatia                    |
| 114                                        | 11                 | Haunted Henry                        | Henry e Bantuit                      |
| 115                                        | 12                 | Double Theeting Trouble              | Durerea de Dinti                     |
| 116                                        | 13                 | Stepney Gets Lost                    | Stepney s-a Ratacit                  |
| 117                                        | 14                 | Toby's Descovery                     | Descoperirea lui Toby                |
| 118                                        | 15                 | Something in the Air                 | Un Miros Ciudat                      |
| 119                                        | 16                 | Thomas, Percy and The Old Slow Coach | Thomas,Percy și Vechiul Vagon Cuseta |
| 120                                        | 17                 | Thomas and The Rumours               | Thomas si Zvonurile                  |
| 121                                        | 18                 | Oliver's Find                        | Oliver și Descoperirea Lui           |
| 122                                        | 19                 | Happy Ever After                     | Veșnic Fericiti                      |
| 123                                        | 20                 | Sir Thopam Hatt's Holiday            | Concediul Domnului Topham Hatt       |
| 124                                        | 21                 | A Surprise For Percy                 | Surpriza Pentru Percy                |
| 125                                        | 22                 | Make Some Happy                      | Fa Un Prieten Fericit                |
| 126                                        | 23                 | Busy Going Backwards                 | Viața în Coada Trenului              |
| 127                                        | 24                 | Duncan Gets Spooked                  | Duncan Trage o Sperietura            |
| 128                                        | 25                 | Rusty And The Boulder                | Rusty si Bolovanul                   |
| 129                                        | 26                 | Snow                                 | Omăt                                 |